# Thelyphonida
Thelyphonida reprezintă un ordin de arahnide tetrapulmonate. Alte denumiri ale telifonidelor sunt uryopigi, scorpion bici, vinegaroon și vinegrillo. Datorită flagelului ele se aseamănă cu palpigradele, însă dimensiunile lor sunt mult mai mari. Cel mai mare reprezentat este Mastigoproctus giganteus din America de Nord, care ajunge până la 85 mm în lungime (fără flagel).

## Morfologie externă
Corpul telifonidelor este constituit din două tagme (regiuni): prosomă (cefalotorace) și opistosomă (abdomen) separate de un pedicel. Culoarea corpului variază de la maro la negru. Lungimea telifonidelor este cuprinsă între 25 - 85 mm în lungime, media fiind de 30 mm.
Prosoma, alungită, este nesegmentată, dorsal acoperită cu o carapace puternic chitinizată, iar ventral – patru sternite. Pe partea dorsal - anterioară a carapacei sunt dispuși o pereche de ochi mediani, așezați pe o proeminență. Lateral, la nivelul primei perechi de picioare, sunt grupați câte trei ochi, însă numărul variază în funcție de specie. Ventral prosoma este acoperită de sternite sclerotizate și de coxele membrelor. Cele mai evidente structuri sunt coxele pedipalpilor, restul fiind acoperit de 4 sternite înconjurate membrane moi, unde are loc articularea membrelor cu corpul. Sternitele și cele patru coxe ale picioarelor împreună se numesc stern. Primul sternit este relativ, de formă triunghiulară și se află între coxele primei perechi de picioare.  Al doilea sternit este mic, situat la vârful primului sternit, al treilea –foarte mic, abia vizibil, situat median între coxele celei de a treia perechi de picioare. Și în sfârșit al patrulea este, de formă trapezoidală, este localizat între coxele celei de a patra perechi de picioare. 

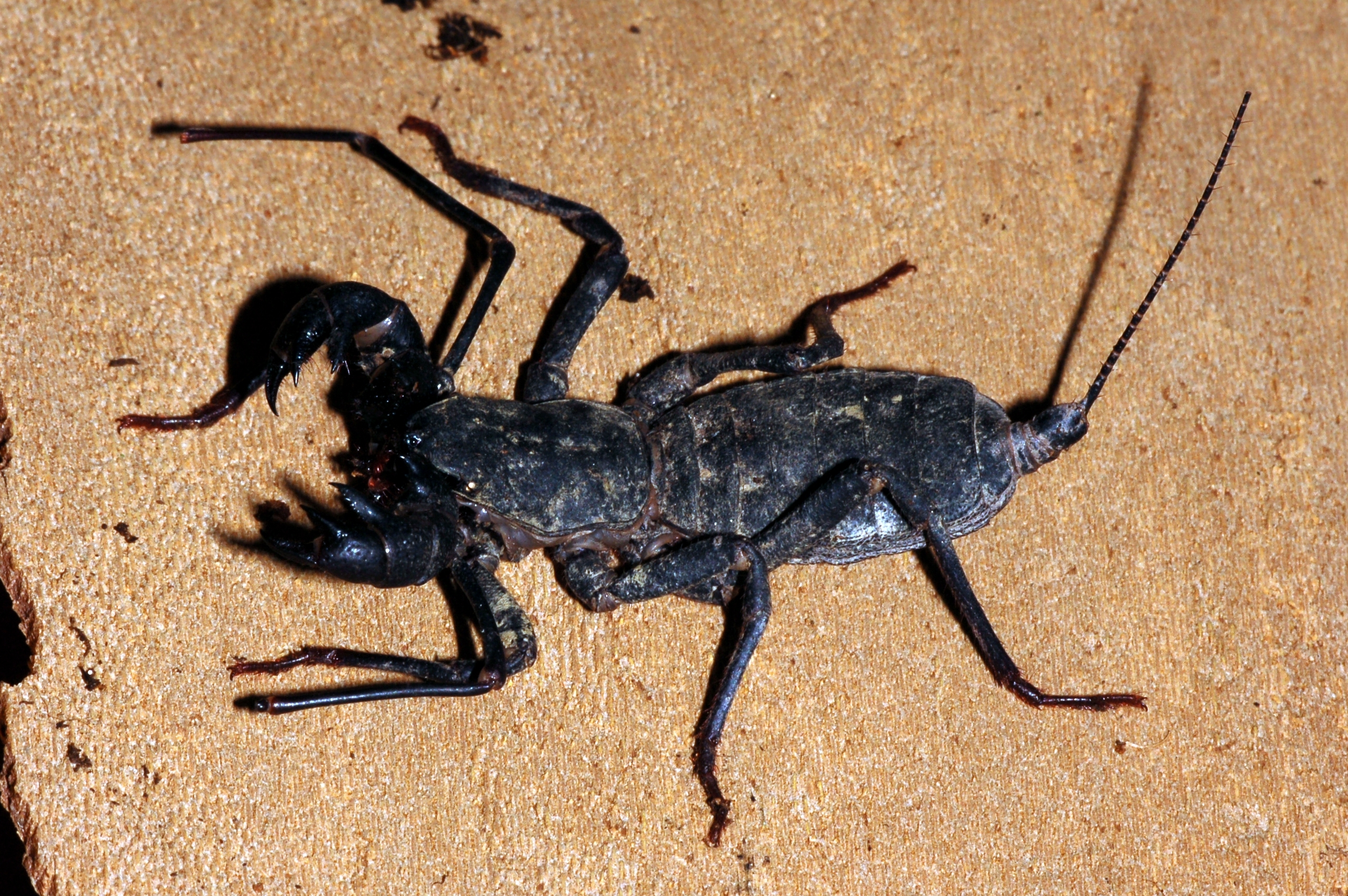
Reprezentant al genului Typopeltis

Prosoma poartă 6 perechi de apendice: câte două perechi de chelicere și pedipalpi, și patru perechi de membre locomotoare (prima fiind adaptată pentru repcepția tactilă ).
Chelicerele sunt mici, formate din două articole și în mare parte ascunse de pedipalpii masive, de aceea este foarte dificil să-i vedem. Articolul bazal prezintă o excrescență anterioară cu doi dinți la vârf. Articolul terminal este mobil și în formă de gheară. El este orientat spre excrescența primului articol formând un clește.
Pedipalpii sunt neobișnuiți de masivi, mai lungi decât prosoma. Ei sunt copuși din 6 articole: coxă, trohanter, femur, patelă, tibie și tars. Articolele pediaplpilor sunt înzestrate cu zimțuri. Coxele au excrscețe ascuțite implicte, în special, în fărâmițarea hranei. Atât chelicerele, cât și pediaplapii participă la apucarea, ruperea și fărâmițarea prăzii. Articolele bazale ale chelicerelor și pedipalpilor, cât și labrum-ul (buza superioară) alcătuiesc cavitatea prebucală, numită atriumul bucal.
Membrele locomotoare, picioarele, sunt alcătuite din 7 articole: coxă, trohanter, femur, patela, tibie, bazitars și tarsului, plus și câte o gheară tarsală. Prima pereche cuprinde doar 6 articole, lipsește bazitarsul și ghearele, iar tarsul este multiplicat anteniform (el include 8 – 9 articole secundare). Ea îndeplinește rolul organelor tactile. Celelalte perechi îndeplinesc funcția locomotoră.

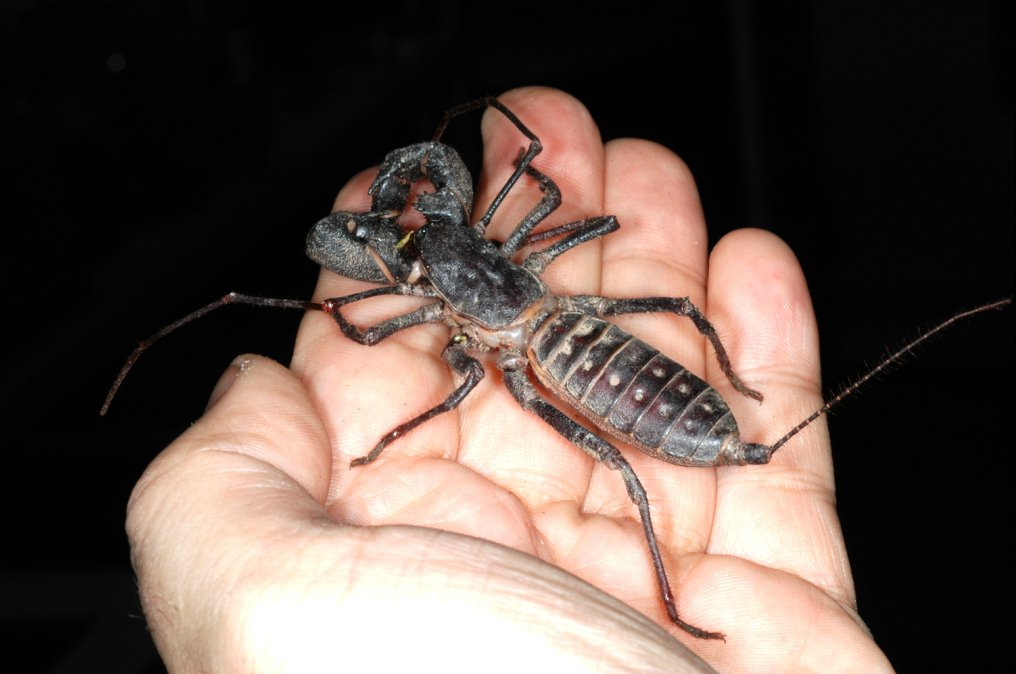
Mastigoproctus giganteus

Opistosoma divizată în mezosomă și metasomă este alcătuită din 12 segmente, plus un flagel. Mezosoma (preabdomen) reprezintă partea cea mai mare a prosomei, îi revine primele 9 segmente. Dorsal, fiecare segment este acoprit cu plăchi chitinizate, numite tergite. Primul tergit este unit, iar celelalte 8 sunt împărțite median în două părți laterale. Separarea mediană a tergitelor este diferită la diferite grupuri de telifonide. Partea ventrală a mezosomei este acoperită cu sternite. Primul sternite este foarte mic și redus. Împărțirea mediană a sternitelor lipsește sau este în funcție de gen.  Pe al doilea segmente se deschid orificiile genitale și stigmele respiratorii. Sternite și tergitele se acordă printr-o membrană pleurală laterală.
Metasoma este foarte scurtă și îngustă, cuprinde ultimele 3 segmente. În ultimul, al 12 segmente se deschid anusul și glandele de apărare. Segmentul anal este mai lung decât celelalte două segmente metasomiale. Flagelul anteniform este anexat de segmentul anal. El este alcătuit din  30-40 „segmente” sau articole, ele nu au nimic în comun cu segmentarea corpului. Unele telifonide au una sau două omatide pe segmentul anal. Funcția lor este necunoscută, însă se știe cu nu recepționează lumina.

## Anatomie
Sistemul nervos include un creier dorsal, masă ganglionară sub-esofagiană și lanțul nervos ventral. Creierul este alcătuit din protocerebron (inervează ochii), tritocerebron (inervează chelicerele) și deutocerebron. Masa subesofagiană enervează pedipalpii, picioarele și organele din prosomă. Lanțul nervos ventral cuprinde 8 ganglioni ce inervează organele opistosomei. 
Organele de simț. Un rol important îl au picioarele anterioare anteniforme, cu ajutorul cărora telifonidele examinează teritoriul din jur. Suprafața corpului, în special picioarele, este acoperită cu trihobotrii – peri senzitivi tactil. Văzul este asigurat de o pereche de ochi simpli, numiți oceli.
Sistemul circulator de tip deschis, nu se deosebește de modelul arahnidelor pulmonate. Inima poate fi situată doar la nivelul opistosomei sau poate să se extindă și în prosomă. Anterior de la inimă pleacă o aortă cefalică.
Schimbul de gaze este realizat de două perechi de plămâni situați în segmentele II și III ale opistosomei. Plămânii comunică cu mediul extern prin stigme, situate pe partea ventrală a abdomenului.
Aparatul digestiv este compus din orificiul bucal, faringe musculos, esofag, stomac aspirator, intestinul mediu, intestinul posterior și anus. Hrana este lichefiată cu sucurile enzimatice și apoi aspirată datorită musculaturii faringiene. Intestinul mediu formează prelungiri oarbe la capăt, numite diverticule, în care are loc absorbția și depozitarea substanțelor nutritive. 
Excreția e realizată de Glandele coxale, în prosomă și tuburile lui Malpighi, în opistosomă. Metaboliții sunt eliminați din corp sub formă de acid uric și guanină. Canalele glandelor coxale se deschid prin orificii amplasate la baza picioarelor III, tuburile Malpighi – la limita dintre intestinul mediu și posterior. 
Sistemul sexual. La masculi aparatul reproducător este reprezentata de două perechi de testicule, de la care pornesc două spermiducte. Spermiductele se unesc și se deschid printr-un orificiu comun situat pe al doilea segment opistosmal. Aparatul reproducător feminin cuprinde două ovare ventrale, de la care pornesc două oviducte. Oviductele unindu-se formează uterul comun în care începe dezvoltarea embrionară a ovulelor fecundate. Uterul se deschide printr-un canal cu orificiul localizat pe al doilea segment opistomal.

## Ecologie
Telifonidele habitează în regiunile cu climă tropicală și subtropicală, în special în pădurile umede, dar câteva locuiesc deșerturi. Telifonidele sun animale carnivore, vânători nocturni. Ziua se ascund sub bușteni sau printre stânci. Uneori, ei sapă galerii subterane cu ajutorul pedipalipilor masivi, mai ales în perioada uscată a anului. Telifonidele au o activitate înaltă în sezonul ploios. În timpul deplasării cu prima pereche de picioare, succesiv, atinge solul sau substratul, pentru a se orienta. În cea mai mare parte, dieta lor constă din insecte și miriapode, dar uneori prind și viermi sau melci.  Speciile mai mari, ca cele din genul Mastigoproctus sunt capabile să vâneze unele vertebrate mici, de exemplu amfibieni. Ei apucă parada cu pedipalpii și chelicerele, apoi o sfâșie și o fărâmițează ducând câte o particulă la gură. Dar, telifonidele nu înghit hrana solidă, ci o lichefiază preventiv cu sucuri digestive. în regiunile unde locuiesc au o importanță în reglarea efectivului de gândaci și greieri. În captivitate s-a observat cum ei beau apă. Telifonidele nu se suportă, dacă alături voi trăi doi indivizi, ei neapărat vor lupta.
Pentru a se apăra, segmentul anal al metasomei conține glande ce pulverizează o combinație de acid acetic și acid octanoic atunci când acestea sunt deranjați. Alte specii de secretă acid formic sau cloruri. Fugind de inamic, telifonidele își ridic flagelul și stropesc cu mici picături de acest amestec. Indivizii mai mari pulverizează substanțele până la distanța de 30 cm. 

## Reproducere

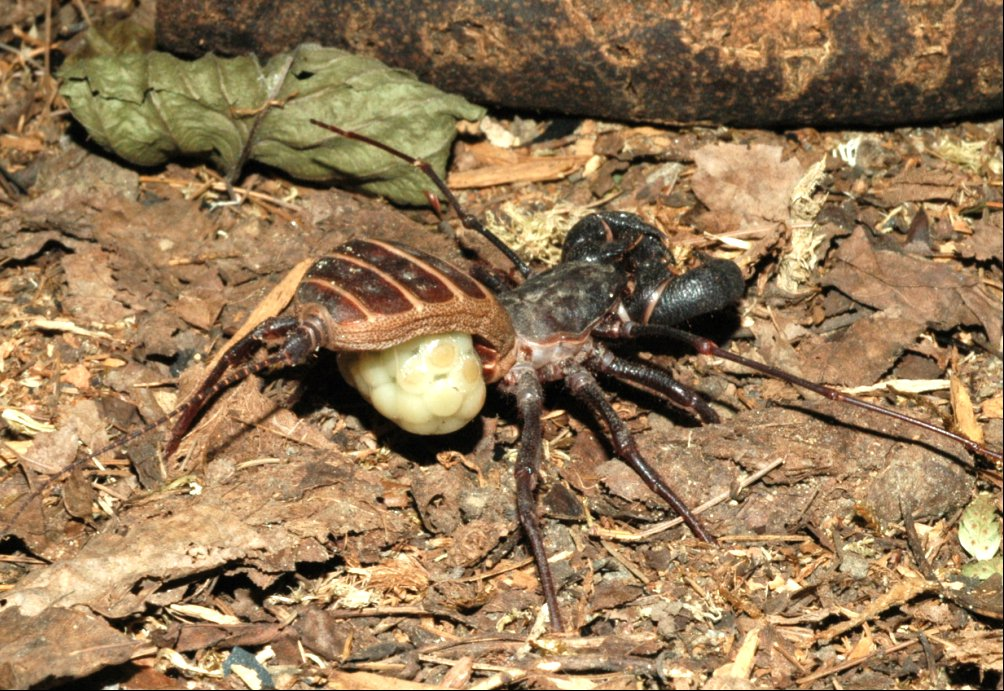
Ponta anexată de gonopore, sub opistosomă

Dimorfismul sexual este slab evidențiat. Împerecherea începe cu un dans nupțial care poate dura de la 10 ore până la câteva zile. Masculul ține picioarele anteniforme ale femelei cu chelicerele și pedipalpii și se mișc în urmă, până când femela nu-și va ridica opistosoma. Masculii depun un spermatofor pe substrat și cu ajutorul unei formațiuni ale pedipalpilor îl introduce în orificiul genital femel. Femelele sapă o vizuină și depun până la  12 – 40 de ouă într-un sac special pentru a menținea umiditatea. În acest timp, femela își protejează ponta și o anexează de opistosomă. Dezvoltarea embrionară durează 4 – 5 săptămâni. După eclozare juvenilii urcă pe spinarea mamei și se țin cu ventuze speciale. Tinerii se aseamănă cu părinții și sunt de culoare albă. Ei părăsesc mamele după prima năpârlire. Tinerii cresc lent, trecând prin trei năpârliri, în aproximativ trei ani, până ajung la maturitate. Telifonidele trăiesc circa 3 – 8 ani.

## Sistematica și răspândire
Telifonidele se întâlnesc în America și Asia de Sud-Est. Genul Mastygoproctus este răspândit doar în cele două Americi, în special în SUA, Mexic și Brazilia, genul Hypoctonus – în Malaezia; genul Typopeltus – Asia de Sud-Est, zna de litoral a Chinei și Japoniei, iar Thelyphonus – în diferite regiuni din zona indopacifică. În Africa a fost introdusă o specie.
În prezent au fost descrise 100 de specii la nivel mondial, grupate într-o singură familie:
- Familia Thelyphonidae:
  - Subfamilia Hypoctoninae Pocock 1899 — Africa, India, Asia, Caraibe, America de Sud
    - Genul Etienneus
    - Genul Hypoctonus
    - Genul Labochirus
    - Genul Thelyphonellus

  - Subfamilia Mastigoproctinae Speijer 1933 (sau Uroproctinae, Rowland & Cooke 1973) — Caraibe,  America de Sud, Filipine, India
    - Genul Mastigoproctus
    - Genul Mayacentrum
    - Genul Mimoscorpius
    - Genul Uroproctus

  - Subfamilia Thelyphoninae Lucas 1835 - insulele din Oceanul Pacific
    - Genul Abaliella
    - Genul Chajnus
    - Genul Ginosigma
    - Genul Glyptogluteus
    - Genul Minbosius
    - Genul Tetrabalius
    - Genul Thelyphonus

  - Subfamilia Typopeltinae Rowland & Cooke 1973 — Japonia, China
    - Genul Typopeltis

incertais sedis:
- -     - Genul Ravilops
    - Genul Valeriophonus

### Fosile
Până în prezent au fost descoperite cca 10 de specii fosile clasificate în genurile independente: Geralinura, Parageralinura, Proschizomus, Prothelyphonus. Fosilele din aceste genuri datează din perioada Carboniferului târziu și au fost găsite în America de Nord și Europa. Reprezentanții a trei genuri (Burmathelyphonia, Mesoproctus, Mesothelyphonus) sunt incluse în familia actuală Thelyphonidae și au fost descoperiți în chihlimbar de Birmania (Myanmar) de vârstă Cretacică.